# Arnold Classic
Arnold Classic, numera Arnold Fitness Weekend, är en årlig kroppsbyggnadtävling, som har namngivits efter Arnold Schwarzenegger. Den hålls i slutet av februari eller början av mars i Columbus, Ohio, USA. 
Tävlingen anses som den mest lukrativa inom bodybuilding, i och med de många stora priserna. Förstapriset består av en check på 130 000 $, en Hummer och en Audemars Piguet-klocka.
Arnold Classic inkluderar även tre tävlingar för kvinnor: Ms. International, Fitness International, och Figure International. 
Den har utökats till att innehålla gymnastik, cheerleading, dans, fäktning, pingis, yoga, kampsport, strongman-tävlingar, bågskytte, brottning, styrkelyftning och många andra sporter.

## Vinnare
| År   | Arnold Classic    | Ms. International | Fitness International    | Figure International |
| ---- | ----------------- | ----------------- | ------------------------ | -------------------- |
| 1989 | Rich Gaspari      | Jackie Paisley    |                          |                      |
| 1990 | Mike Ashley       | Laura Creavalle   |                          |                      |
| 1991 | Shawn Ray         | Tonya Knight      |                          |                      |
| 1992 | Vince Taylor      | Anja Schreiner    |                          |                      |
| 1993 | Flex Wheeler      | Kim Chizevsky     |                          |                      |
| 1994 | Kevin Levrone     | Laura Creavalle   |                          |                      |
| 1995 | Mike Francois     | Laura Creavalle   |                          |                      |
| 1996 | Kevin Levrone     | Kim Chizevsky     |                          |                      |
| 1997 | Flex Wheeler      | Yolanda Hughes    | Carol Semple-Marzetta    |                      |
| 1998 | Flex Wheeler      | Yolanda Hughes    | Susie Curry              |                      |
| 1999 | Nasser El Sonbaty | Vickie Gates      | Susie Curry              |                      |
| 2000 | Flex Wheeler      | Vickie Gates      | Kelly Ryan               |                      |
| 2001 | Ronnie Coleman    | Vickie Gates      | Jenny Worth              |                      |
| 2002 | Jay Cutler        | Yaxeni Oriquen    | Susie Curry              |                      |
| 2003 | Jay Cutler        | Yaxeni Oriquen    | Susie Curry              | Jenny Lynn           |
| 2004 | Jay Cutler        | Iris Kyle         | Adela Garcia-Friedmansky | Jenny Lynn           |
| 2005 | Dexter Jackson    | Yaxeni Oriquen    | Jen Hendershott          | Jenny Lynn           |
| 2006 | Dexter Jackson    | Iris Kyle         | Adela Garcia             | Mary Elizabeth Lado  |
| 2007 | Victor Martinez   | Iris Kyle         | Kim Klein                | Mary Elizabeth Lado  |
| 2008 | Dexter Jackson    | Yaxeni Oriquen    | Kim Klein                | Gina Aliotti         |
| 2009 | Kai Greene        | Iris Kyle         | Jen Hendershott          | Zivile Raudoniene    |
| 2010 | Kai Greene        | Iris Kyle         | Nicole Wilkins-Lee       | Adela Garcia         |

## Översättning
Den här artikeln är helt eller delvis baserad på material från engelskspråkiga Wikipedia, tidigare version.